# Erich Mühe
Erich Mühe (* 23. Mai 1938; † 20. November 2005) war ein deutscher Chirurg. Er führte 1985 die weltweit erste laparoskopische Cholezystektomie (Gallenblasenentfernung) durch.

## Biografie
Mühe wurde 1966 promoviert und habilitierte sich 1973. 1974 wurde er Oberarzt im Universitätsklinikum Erlangen. Ab 1977 war er erster leitender Oberarzt der Chirurgischen Klinik und Stellvertreter des Klinikdirektors. Seine Professur erhielt Erich Mühe 1979. Im Jahr 1982 wurde er Chefarzt des Kreiskrankenhauses in Böblingen.
Mühe war frühzeitig von den Pionierarbeiten Kurt Semms auf dem Gebiet der minimal invasiven (laparoskopischen) Chirurgie fasziniert und entwickelte das Konzept, dass auch Gallenblasenoperationen laparoskopisch durchgeführt werden könnten. Die laparoskopischen Techniken erlernte er unter der Anleitung des Gynäkologen Willi-Reinhart Braumann. Mühe erkannte jedoch, dass die von Semm entwickelten Operationsinstrumente nicht geeignet waren, eine geschwollene, entzündete Gallenblase durch den engen Operationskanal zu bugsieren. In Böblingen ließ er sich daraufhin in Zusammenarbeit mit der Firma IRC ,Optical Aarau.A.J.Dummel-Häfliger ein eigenes Instrument, das „Galloskop“, nach seinen Vorstellungen konstruieren. Damit führte er am 12. September 1985 im Kreiskrankenhaus Böblingen die erste laparoskopische Cholezystektomie der Welt durch. Mühe beschrieb seine Operationstechnik im Jahr 1992 in einem Artikel in der Fachzeitschrift Endoscopy.
Mühe war vor allem von der viel rascheren Erholung seiner Patienten nach dem laparoskopischen Eingriff, verglichen zur klassischen offenen Bauchoperation, beeindruckt. In den folgenden Jahren optimierte Mühe seine Operationstechnik und hatte bis zum März 1987 97 endoskopische Cholezystektomien durchgeführt. Er stellte seine Technik auf der Tagung der Deutschen Gesellschaft für Chirurgie vom 23.–26. April 1986 in München, sowie auf der Tagung der Vereinigung Niederrheinisch-Westfälischer Chirurgen in Köln vom 9.–11. Oktober 1986 vor. Auf beiden Veranstaltungen stieß er auf weitgehende Ablehnung seiner Fachkollegen und seine Methode wurde als zu gefährlich beurteilt. Spätere Biografen urteilten, dass Mühe als Chirurg seiner Zeit voraus gewesen und als Außenseiter nicht ernst genommen worden sei.
1987 verstarb eine Patientin an den Folgen der Operation. Nach jahrelangem Gerichtsverfahren wurde Mühe wegen fahrlässiger Tötung verurteilt.
Ab den späten 1980er Jahren verbreitete sich die Technik der laparoskopischen Cholektektomie zunehmend – zunächst mehr in den Vereinigten Staaten als in Deutschland. Am 17. März 1987 führte der französische Chirurg Phillipe Mouret die erste laparoskopische Cholezystektomie in Frankreich in Lyon durch. Beide – Mühe und Mouret – erfuhren von den Arbeiten des jeweils anderen erst später in den 1990er Jahren. Die erste derartige Operation in den Vereinigten Staaten wurde durch J. B. McKernan und W. B. Saye am 22. Juni 1988 in Marietta (Georgia) durchgeführt. Die US-amerikanische Society of American Gastrointestinal and Endoscopic Surgeons (SAGES) ehrte auf ihrer Jahrestagung 1990 in Atlanta die französischen Chirurgen Perissat, Berci, Cuschieri, Dubois, und Moure für ihre frühen Arbeiten zur laparaskopischen Cholezystektomie. Die Beiträge Mühes, der nicht anwesend war, wurden dabei nicht erwähnt. Erst in den folgenden Jahren erhielt er zunehmende Anerkennung. Auf der SAGES-Tagung in San Antonio (Texas) im April 1999 wurde seine erstmalige Durchführung einer laparoskopischen Cholezystektomie allgemein anerkannt und Mühe erhielt Gelegenheit, vor mehr als Tausend Teilnehmern aus aller Welt in einem Fest- und Plenarvortrag mit dem Titel The First Laparoscopic Cholecystectomy: Overcoming the Roadblocks on the Road to the Future seine damaligen Techniken zu schildern.
1992 verlieh ihm die Deutsche Gesellschaft für Chirurgie ihren Ehrenpreis.
In seinem Wohnort Böblingen war Erich Mühe politisch in der CDU aktiv. Er war langjährig zugleich begeisterter Radsportler und starb an den Folgen eines schweren Fahrradunfalls.
Heute ist die laparoskopische Cholezystektomie die Therapie der Wahl bei symptomatischen Gallensteinleiden. Im Jahr 2014 wurden in Deutschland etwa 175.000 Cholezystektomien durchgeführt. Davon erfolgten geschätzt 90 Prozent in laparoskopischer Technik.

## Veröffentlichungen (Auswahl)
- Eine neue Erklärung der Schwangerschaftstoxikosen. Erlangen-Nürnberg 1966. (Dissertation)
- Postoperative Thromboembolieprophylaxe durch Erhöhung der venösen Strömungsgeschwindigkeiten: klinische und experimentelle Studie. Erlangen 1973. (Habilitationsschrift)